# Arthur Sadoun
Pour les articles homonymes, voir Sadoun.
Arthur Sadoun, né le 23 mai 1971 à Dourdan,, est un publicitaire et homme d'affaires français.
En juin 2017 il est nommé président du directoire de Publicis Groupe. Depuis mai 2024, après un changement de statut de Publicis, il devient le président-directeur général du groupe. 

## Biographie

### Famille
Arthur Sadoun est le fils de Roland Sadoun (1923-2005), ancien directeur général de l’Institut français d'opinion publique (Ifop) et de l’Institut pour l’étude des marchés (Etmar) et petit-fils du docteur Charles Sadoun (Alger 1888-Paris 1939) et d’Ernest Cordier (1899-1970), président de Thomson (lui-même fils de l'ingénieur Gabriel Cordier).
Il est également cousin germain de Claude Sadoun, président du Crédit immobilier de France de 1991 à 2012, vice-président du Mouvement HLM.
Le 26 juin 2010, il épouse la journaliste Anne-Sophie Lapix à la mairie du 16e arrondissement de Paris.

### Formation
Après avoir obtenu un baccalauréat D à l'École alsacienne de Paris, Arthur Sadoun étudie à l'European Business School à Paris (EBS Paris).
En 1992, il fonde son agence de publicité au Chili, baptisée Z Group, qu'il revend en 1997 à BBDO. Il effectue alors une maîtrise en administration des affaires au sein de l'Institut européen d'administration des affaires (INSEAD), au terme de laquelle il est repéré par Jean-Marie Dru, patron de l'agence TBWA.

### Carrière
Entré dans le groupe TBWA en 1999, il en devient directeur général en 2001 avant de prendre la présidence de TBWA Paris en 2003.
En décembre 2007, il quitte TBWA Paris pour prendre la direction de Publicis Conseil.
Dans les années qui suivent, l'agence connaît un développement rapide qui se traduit par l'obtention de plusieurs grands comptes internationaux. En 2009, Arthur Sadoun prend également la tête de Publicis Worldwide France, succédant à Philippe Lentschener.
En octobre 2013, Publicis Groupe annonce sa nomination à la présidence du réseau Publicis Worldwide (11 000 collaborateurs dans 80 pays). Il succède à Jean-Yves Naouri qui reste le directeur général opérationnel de Publicis Groupe. Il rejoint alors le « P-12 », comité exécutif du groupe.
Le 1er juin 2017, il succède à Maurice Lévy à la présidence du directoire de Publicis, concomitamment à l'accession à la présentation du journal de 20h sur France 2 de son épouse. En mai 2024, à la suite de l'assemblée générale des actionnaires, Arthur Sadoun est nommé président-directeur général de Publicis Groupe et Maurice Lévy, président d'honneur.
Il est atteint d'un cancer à Papillomavirus qui attaque ses amygdales en mars 2022, et il arrive à vaincre la maladie. Il décide d'en parler très librement, contrairement, dit-il, à la moitié des salariés atteints d'un cancer et qui essaient de le cacher. Seulement 37 % des Français sont vaccinés contre le virus HPV, dont moins de 10 % de garçons, un taux qui situe la France comme le 37e pays sur 41 pays européens. Le 12 janvier 2023, il prend la parole à Davos devant 200 dirigeants mondiaux. Il y lance son mouvement, Working With Cancer, un programme qui a pour ambition de faire tomber le tabou du cancer sur le lieu de travail, à la suite de retours très nombreux qu'il a eus de personnes concernées par le cancer, que ce soit pour elles-mêmes ou leur cercle très proche,.

## Décoration
- Chevalier de l'ordre national du Mérite (2014)
- Chevalier de la Légion d'honneur (2021)[17].